# Карли Лојд
Карли Лојд (енгл. Carli Lloyd; 16. јул 1982) је америчка фудбалерка која тренутно наступа за клуб Скај Блу из Њу Џерзија и за репрезентацију САД.

## Каријера
Током студирања на Ратгерс Универзитету, Лојд се прикључила фудбалском тиму где је исписала историју са 50 голова. Дипломирала је на истом факултету на смеру спортске студије.
Почела је да игра у највишој лиги у фудбалу за жене када је прешла у клуб Чикаго Ред Старс 2009. године. За тај клуб је одиграла укупно 1313 минута на терену. Већ следеће године је прешла у Скај Блу клуб и током утакмице против бившег тима повредила зглоб на нози па се вратила на терен тек септембра.
Године 2011. је потписала уговор за тим Атланта Бит. Тадашњи тренер Џејмс Галанис је рекао о њој: Она је фантастичан везни играч и неко ко је у потпуности фокусиран на игру. Познајем је још из њених дана на факултету и имао сам прилику да је лично тренирам и побољшам њену игру. Направила је много жртава на терену да би остварила своје снове, и она ће донети много професионализма овом тиму.
Две године касније је прешла у клуб Вестерн Њу Јорк Флеш где је дебитовала нешто касније после преласка због повреде рамена те је дебитовала маја месеца у утакмици против Канзаса.
За клуб Хјустон Даш је потписала 2014. године а била је на позајмици у Манчестер Ситију две године касније.
За Манчестер Сити је наступала у сезони 2016/17 када је тим и освојио ФА Куп.
Од 2018. године поново наступа за клуб Скај Блу.

## Репрезентација
Током 2007. године, она је заузела треће место у екипи са 9 голова и три асистенције у репрезентацији.
За време Олимпијских игара 2008. године, дала је 2 гола.
На Светском првенству у фудбалу 2011. године је дала један гол у утакмици против Колумбије и једном је асистирала. Те године је САД освојила сребро.
Била је укључена у тим на Олимпијским играма 2012. године где је постигла свој 46. погодак и тиме је постала везни играч са највише датих гола у репрезентацији до тада.
На Светском првенству 2015. године је била изабрана за капитена тима и завршила је такмичење са укупно датих 6 голова. Добила је и признање Златна лопта на Првенству.